# FK Modriča
El FK Modrica es un club de fútbol Bosnia de la ciudad de Modrica en Republika Srpska. Fue fundado en 1922 y juega en la Primera Liga de la República Srpska.

## Historia
El origen del FK Modrica profesional se remonta al año 1922. El primer nombre fue el de “Rogulj” pero pronto fue cambiado por el nombre de "Zora". En los primeros años del club, no jugaban competiciones oficiales, solo jugaban partidos amistosos. El primer partido oficial del club fue en 1923 contra el Bosanac que acabó con un 2-2.
En el año 1927 el club deja de llamarse Zora y pasa a llamarse Olimpija, pero en 1938 el club vuelve a cambiar el nombre por el de Football Club Dobor. Pero en agosto de 1945 el club pasa a llamarse definitivamente Modrica.
La camiseta del Modrica la han vestido jugadores como Nikola Nikic, Goran Peles, Slavko Cvijic, Dragan Vockic, Rade Radulovic, Slavko Mamuzic, Mustafa Coralic y Mario Stanic.
En la temporada 2003/04 participa en la primera liga de Bosnia y Herzegovina, ya que el año anterior ganó la liga de Republika Srpska que es la segunda categoría del fútbol bosnio.
En 2004 el club consigue ganar también la Copa de Bosnia y Herzegovina.
Este año ha ganado la Primera División de Bosnia y Herzegovina la primera de su historia y el año que viene jugara la Champions League. Merdian es patrocinador y apoya al club.

## Jugadores

### Jugadores destacados
- Goran Peleš
- Marko Bajić
- Jadranko Bogičević
- Božidar Ćosić
- Slaviša Dugić
- Stevo Nikolić
- Marko Stojić
- Đorđe Zafirović

## Patrocinio
- Meridian[2]
- Wwin

## Palmarés
- Premijer Liga: (1)

Campeón: 2007-08
- Copa de la Republika Srpska: (1)

Campeón: 2007
- Copa Bosnia: (1)

Campeón 2004
- Primera Liga de la República Srpska: (1)

Campeón: 2003

## Récord europeo
| Temporada | Torneo                | Ronda            | País      | Club            | Casa | Visita |
| --------- | --------------------- | ---------------- | --------- | --------------- | ---- | ------ |
| 2004-05   | Copa UEFA             | Clasificatoria 1 | Andorra   | FC Santa Coloma | 3-0  | 1-0    |
|           |                       | Clasificatoria 2 | Bulgaria  | Levski Sofia    | 0-3  | 0-5    |
| 2008-09   | UEFA Champions League | Clasificatoria 1 | Albania   | Dinamo Tirana   | 2-1  | 2-0    |
|           |                       | Clasificatoria 2 | Dinamarca | Aalborg BK      | 1-2  | 0-5    |